# 2022年加沙—以色列冲突
2022年加沙—以色列冲突是2022年8月5日起以色列国防军与巴勒斯坦伊斯兰圣战运动（杰哈德）之间爆发的一场军事冲突。冲突起因是以色列国防军以“破晓行动”（希伯來語：מבצע עלות השחר，或译黎明行动）的名义向加沙地带的武装分子和基础设施发动空袭。在此之前，以色列军方于8月1日在约旦河西岸以色列占领区的杰宁逮捕杰哈德领导人巴萨姆·萨阿迪。至于空袭行动，以方表示有关行动是“先发制人的措施”，以此挫败巴勒斯坦计划就萨阿迪被捕发动报复行动的企图。
在最初的袭击中，杰哈德军事领导泰西尔·贾巴里被定点击毙。第二天，杰哈德负责加沙南部地区的指挥官哈立德·曼苏尔也遭到击杀。杰哈德表示以色列的轰炸是“圣战”行为，向以色列发射火箭弹进行报复。
据加沙卫生部门报道，此次军事行动至少造成44名巴勒斯坦人死亡（包括15名儿童）。以国防军称巴方在贾巴利亚发射火箭弹失败，造成“儿童在内多人死亡”；半岛电视台报道事件有4名儿童死亡，英国广播公司则称有多人死亡，但两者都无法独立验证以方的说法。8月6日，以色列在约旦河西岸逮捕20人，其中19人是杰哈德成员。另据一名未具名的以色列官员表示，8月7日再有一场行动，又逮捕了20人。
经过两天的冲突，巴以双方同意以2022年8月7日晚上10点起临时休战。

## 背景
2022年8月1日，以色列国防军在约旦河西岸地区逮捕了巴勒斯坦伊斯兰圣战运动（杰哈德）领导人巴塞姆·萨阿迪（Bassem al-Saadi）。行动导致双方关系紧张，加沙扬言反击，以色列则关闭了南部被加沙—以色列隔离墙分隔的道路，并向南部增兵。8月3日，杰哈德加沙政治局局长哈立德·巴奇（Khaled al-Batsh）表示：“我们已经准备好用最先进的武器轰炸以色列，让入侵者附上沉重的代价。我们不会满足于在加沙周围发动袭击，而是会轰炸所谓的以色列国的中心。”
8月5日，联合国中东和平进程特别协调员托·温内斯兰前往杰宁探望萨阿迪的家人，为以色列与杰哈德的紧张关系降温。温内斯兰随后发表声明，对“巴勒斯坦武装分子及以色列目前的紧张关系”表示关切，呼吁各方避免升级事态。
由于以色列将要举行四年以来第五次选举，外界认为此次冲突是以色列看守总理亚伊尔·拉皮德的关键一战，因为他“缺乏许多以色列人十分看重的国防背景”。哈马斯对局势持观望态度，以色列强调行动是“针对杰哈德发动的战役”。

## 时间线
8月5日，以色列定点清除杰哈德指挥官齐亚德·纳哈拉。巴勒斯坦医疗部门消息人士表示突袭行动后有多人来到医院。行动造成10人遇害，其中4人是杰哈德武装人员、1人是5岁少女、1人是23岁女子。8月6日清晨，以色列在约旦河西岸逮捕20人，其中19人是杰哈德成员。次日，加沙地带遭到空袭，5人遇害，其中汗尤尼斯2人、拜特哈农1人，为婚礼参加者。其后以色列战机向一名杰哈德成员的宅邸投掷两枚炸弹，武装分子继续向以色列发射火箭弹，没有人员伤亡报告。

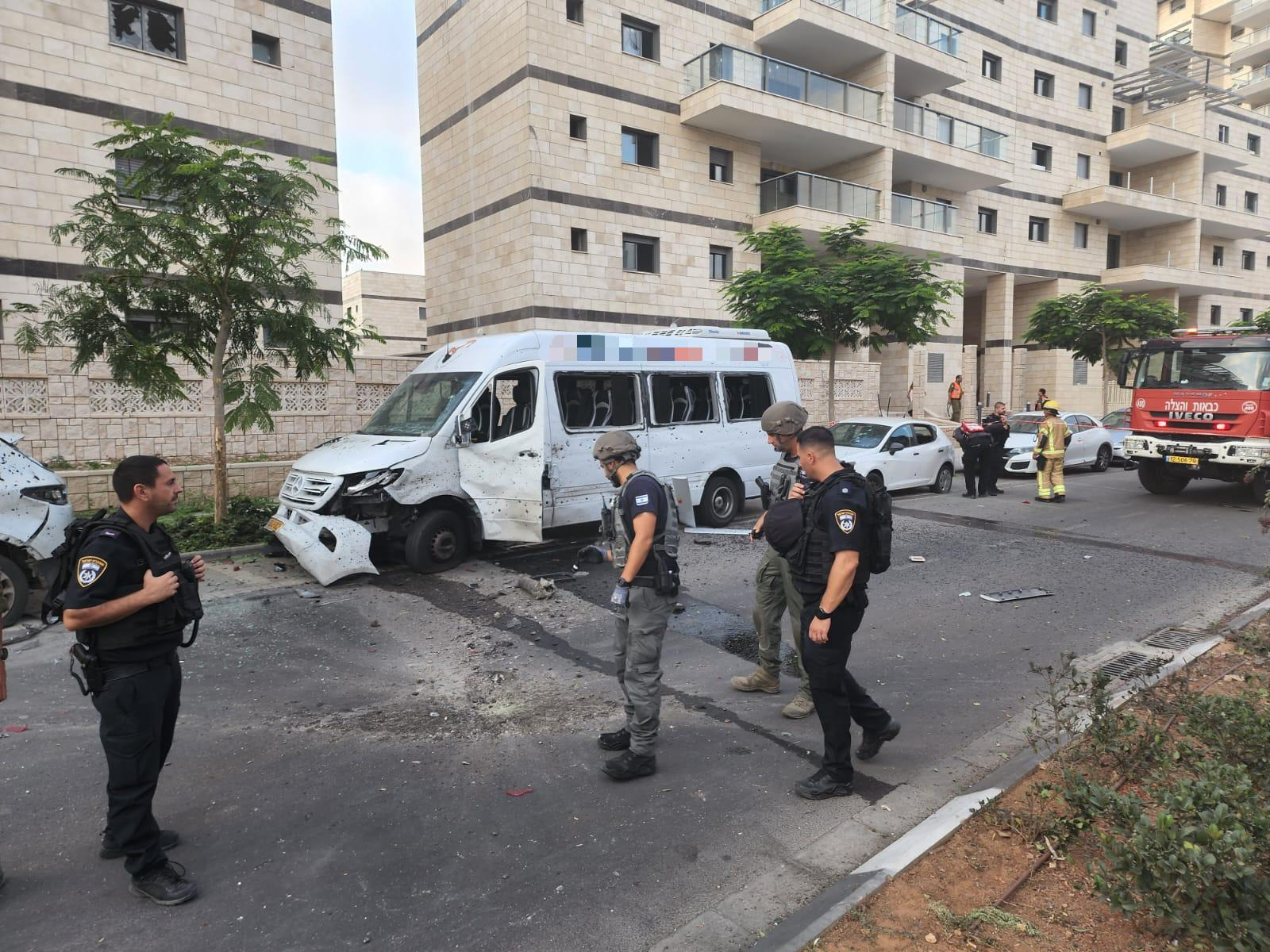
亚实基伦被巴勒斯坦火箭击中的现场，摄于2022年8月6日。

以色列本土前线司令部警告加沙地带80公里范围内的平民准备火箭弹袭击。为回应以方的空袭行动，武装人员向以色列反射数十枚火箭弹，杰哈德表示发射了上百枚。截至2022年8月6日，以色列遭160多枚炮弹袭击，大批平民涌入庇护所。巴兹莱医疗中心治疗了13名伤者。
到了8月7日，联合国巴勒斯坦被占领土人道主义事务负责人林恩·黑斯廷斯（Lynn Hastings）敦促各方向加沙地带提供“燃油、食物及医疗用品”。加沙唯一的发电厂每天只发电几个小时，加沙主要医院“医疗用品严重短缺”。当天的一份声明中，杰哈德确认加沙南部指挥官哈立德·曼苏尔（Khaled Mansour）阵亡。同一天，耶路撒冷周边地区遭火箭弹击中，未造成损失。阿布戈什、梅瓦塞雷锡安和基里亚特阿纳维姆拉响警报，国防军发言人表示飞向耶路撒冷的火箭弹均遭拦截。
据统计，巴勒斯坦于5日及6日发射的449枚火箭弹中，有三分之一没有跨越加沙边境，落入加沙境内。以国防军称巴方在贾巴利亚发射火箭弹失败，造成“儿童在内多人死亡”；半岛电视台报道事件有4名儿童死亡，英国广播公司则称有多人死亡，但两者都无法独立验证以方的说法。以方表示利用鐵穹防禦系統拦截飞往人口稠密地区的火箭成功率达97%。

## 停火
埃及据称负责巴以双方斡旋。埃及媒体表示与杰哈德成员的会议计划于2022年8月6日进行。巴勒斯坦常驻联合国大使里亚德·曼苏尔表示联合国安理会将于8月8日举行会议商讨局势。会议由阿联酋、中华人民共和国、法国、冰岛及瑞典请求召开。
经过埃及的调停，双方于8月7日晚10点起停火。